# Mantiis
Mantiis - An Agony in Fourteen Bites (2012) es el primer álbum de estudio de la banda barcelonesa Obsidian Kingdom. Se trata de un álbum conceptual dividido en 14 cortes que se caracteriza por la diversa paleta de emociones que refleja y la gran cantidad de estilos que abarca. El diseño de la edición física lleva la firma de Elena Gallén bajo la dirección creativa de Ritxi Ostáriz y la propia banda.

## Recepción
El disco obtiene muy buenas críticas a lo largo de 2012 y 2013, que valoran positivamente la compleja fusión de diferentes géneros, la originalidad de la propuesta musical y la calidad de la producción.

## Lista de canciones
| N.º | Título                     | Duración |  |
| 1.  | «Not Yet Five»             | 4:18     |  |
| 2.  | «Oncoming Dark»            | 2:51     |  |
| 3.  | «Through the Glass»        | 2:25     |  |
| 4.  | «Cinnamon Balls»           | 3:04     |  |
| 5.  | «The Nurse»                | 1:49     |  |
| 6.  | «Answers Revealing»        | 2:35     |  |
| 7.  | «Last of the Light»        | 5:06     |  |
| 8.  | «Genteel to Mention»       | 2:51     |  |
| 9.  | «Awake Until Dawn»         | 3:45     |  |
| 10. | «Haunts of the Underworld» | 3:52     |  |
| 11. | «Endless Wall»             | 4:45     |  |
| 12. | «Fingers in Anguish»       | 2:56     |  |
| 13. | «Ball-Room»                | 2:22     |  |
| 14. | «And Then it Was»          | 4:26     |  |

## Intérpretes
| - Rider G Omega - guitarra y voz - Prozoid Zeta JSI - guitarra - Zer0 Æmeour Íggdrasil - teclado y voz - Fleast Race O'Uden - bajo - Ojete Mordaza II - batería | - Nicholas Dominic Talvola - trompetas en "Last of the Light" - Fiar - voces en "Awake Until Dawn" |